# Покровская Варежка
Покровская Варежка — село в Каменском районе Пензенской области, входит в состав Кобылкинского сельсовета.

## География
Расположено в 6 км на север от центра сельсовета села Кобылкино и в 24 на северо-запад от райцентра города Каменки.

## История
Основано помещиком Е. Б. Лопатиным на земле, отказанной ему в 1703 г. «из дикого поля, за керенским и верхоломовским валами, от речки Варешки по Крутой Вершине». В 1714 г. — 3 двора. Параллельно именовалось селом Мещерским, Мещерской Варежкой тож, так как среди местных помещиков в 1722 г. был капитан Ларион Мещеринов, а первые жители — из Шацкого уезда, Мещеры.
В 1762 г. с. Покровское, Мещерская Варежка тож, показано в составе Завального стана Верхнеломовского уезда за титулярным советником Федором Борисовичем Лопатиным (35 ревизских душ), Иваном Борисовичем Мерлиным (6), подполковником Дмитрием Никитичем Чюфаровским (70), братьями Михаилом, Николаем и Тихоном Петровичами Лопатиными (70), князем Федором Петровичем Девлеткилдеевым (12), недорослем Николаем Яковлевичем Чюфаровским (9), майоршей Пелагеей Ивановной Висленевой (56), вдовой Акулиной Степановной Мерлиной (была замужем за Артемием Степановичем Мерлиным) (2), поручиком Николаем Степановичем Аршеневским (44), надворным советником Иваном Васильевичем Смагиным и его женой Настасьей Даниловной (78), вдовой, подпоручицей Марией Андреевной Чюфаровской и ее детьми, недорослями Сергеем и Василием Кузьмичами (18), поручиком Афанасием Федоровичем Лопатиным (18), помещицей Татьяной Васильевной Мантуровой. 
С 1780 г. — в составе Нижнеломовского уезда Пензенской губернии, с 1860-х гг. — волостной центр. 
В 1785 г. — за помещиками князем Николаем Михайловичем Голицыным (4371 ревизская душа вместе с крестьянами сел Каменка, Верхи, Голицыно и другими), Александром Николаевичем Аршеневским (48), Петром Ивановичем Богдановым (66), Дарьей Ивановной Девлеткильдеевой (11), Лопатиными Михаилом Петровичем (30) и Тихоном Петровичем (40), Натальей Даниловной Смагиной (170), Марией Андреевной Чуфаровской (52 с д. Каменкой), Василием Яковлевичем Чуфаровским (5), Анной Андреевной Чегодаевой (5), Карлом Карловичем Шулинусом (113). 
В 1877 г. — 136 дворов, деревянная церковь во имя Покрова Пресвятой Богородицы (построена в 1799), школа, 2 лавки. 
В 1896 году работала земская школа. 
В 1911 г. — с. Покровская Варжинка, Мещерская Варжинка тож, центр Покровско-Варжинской волости Нижнеломовского уезда, 13 крестьянских обществ, 226 дворов; в это время в волости находился также поселок «Покровско-Варжинского товарищества» из 9-ти дворов; школа губернского земства, народная библиотека, церковь, мельница с нефтяным двигателем, водяная мельница, 3 ветряные, шерсточесалка, валяльное заведение, 3 кузницы. 3 лавки, имение Кугушева.
С 1928 года село являлось центром сельсовета Пачелмского района Пензенского округа Средне-Волжской области. 
С 1935 года в составе Головинщинского района Куйбышевского края (с 1939 года — в составе Пензенской области). 
С 1956 года — центр сельсовета Пачелмского района, центральная усадьба колхоза «Путь Ленина» (1955 г.). 
16.5.1983 г. решением Пензенского облисполкома село передано из Пачелмского района в Кобылкинский сельсовет Каменского района.

## Население
| 1762  | 1785  | 1864  | 1877 | 1897  | 1911  | 1926  |
| ----- | ----- | ----- | ---- | ----- | ----- | ----- |
| 886   | ↗1000 | ↗1360 | ↘931 | ↗1060 | ↗1373 | ↗1450 |
| 1930  | 1939  | 1959  | 1979 | 1989  | 1996  | 2002  |
| ↗1746 | ↘1080 | ↘590  | ↘220 | ↘160  | ↗165  | ↗167  |
| 2010  |       |       |      |       |       |       |
| ↘115  |       |       |      |       |       |       |

## Известные люди
Родина князя Леонида Николаевича Кугушева (1865-после 1917), общественного деятеля, комиссара Временного правительства в Пензенской губернии в 1917 г.